# Бримстоун-Хилл-Фортресс
Бримстоун-Хилл-Фортресс (англ. Brimstone Hill Fortress National Park) — национальный парк на острове Сент-Китс (Сент-Китс и Невис), занесённый в 1999 году в Список Всемирного наследия ЮНЕСКО. Расположен примерно в 13 км северо-западнее Бастера, столицы Сент-Китса и Невиса.
Основой парка послужил большой и достаточно хаотичный одноимённый форт XVIII столетия, известный в своё время как «Гибралтар Вест-Индии». Главный британский форпост в регионе был выстроен на вершине 244-метрового древнего вулканического массива, а его стены окружены выходами серных сульфур.[уточнить], которые, видимо, придавали форту дополнительную внушительность перед лицом вероятного противника. Слово brimstone в английском — синоним серы.
В 1782 году форт осаждали и в итоге захватили французские войска.
После катастрофического пожара 1867 года, охватившего практически все окрестности Бастера, некоторые из сооружений форта были частично демонтированы, а камни использовались на восстановление столицы. Главная башня крепости оснащена 24 орудиями и обеспечивает превосходную панораму на Синт-Эстатиус и Сэнди-Пойнт-Таун. Внутри сейчас расположен Музей колониальной истории.